# Rogé Cavaillès
Rogé Cavaillès est une marque française de cosmétiques spécialisée dans la fabrications de produits d'hygiène tels que les savons, lavants liquides, hygiène intime et déodorants. Créée en 1924 par la pharmacie Rogé Cavaillès, à Paris, pour commercialiser ses produits, elle appartient aujourd'hui à Bolton Group. 
La pharmacie d'origine existe encore avec son nom d'origine, mais est indépendante de la marque Rogé Cavaillès.

## Historique
En 1855, Prosper Cavaillès rachète la pharmacie de M. Rogé, boulevard Haussman, à Paris, et la nomme Pharmacie Rogé-Cavaillès.
En 1904, M. Lachartre rachète la pharmacie. En 1924 est lancé le savon surgras. Pour la première fois, M. Lachartre, pharmacien, associe ingrédients surgraissants et actifs lavants dans un pain. De là, nait un véritable best-seller et la marque « Rogé Cavaillès » par la même occasion. Les années 70 verront la création des gels bain douche liquides surgras.
Les laboratoires Lachartre et son usine de Blois passent en 1979 dans le giron du groupe américain Richardson-Merrel, alors troisième groupe pharmaceutique mondial, qui devient ensuite Richardson-Vicks, avant d'être absorbé par Procter & Gamble en 1985.
Ce dernier revend en 1998 la marque Rogé Cavaillès à Bolton Solitaire, filiale française de Bolton Group.